# John Sham

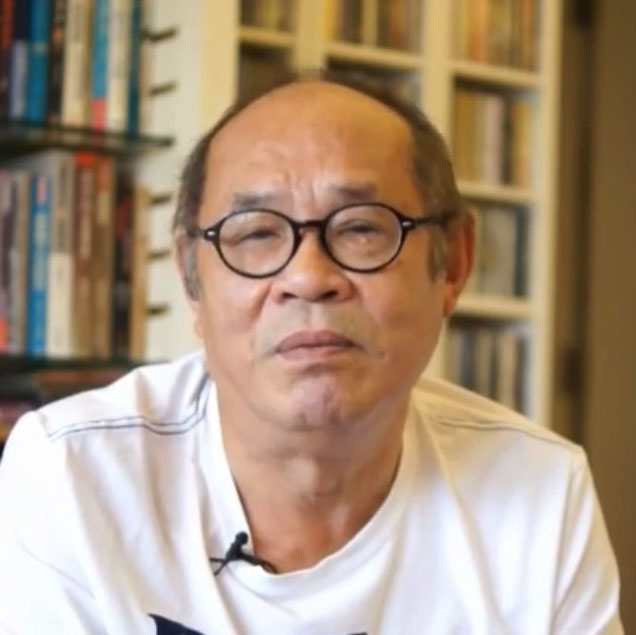
John Sham, 2012

John Shum Kin-Fun, auch als John Sham bekannt, (chinesisch 岑建勳 / 岑建勋, Pinyin Cén Jiànxūn, Jyutping Sam4 Gin3fan1, kantonesisch Shum Kin-Fun; * 1. Januar 1952 in Enping, Provinz Guangdong) ist ein chinesischer Schauspieler und Filmproduzent aus Hongkong. Während er in erster Linie für seine komödiantischen Schauspielrollen bekannt ist, verbrachte er auch einige Zeit als politischer Aktivist.

## Leben
Shum studierte an der University of Hong Kong. Ein weiteres Studium nahm er in Großbritannien und den Vereinigten Staaten auf. Nach seiner Rückkehr nach Hongkong wurde er Mitbegründer eines lokalen Stadtmagazins (City Magazine) und arbeitete dort als Redakteur. Zur gleichen Zeit begann er im Fernsehen und Radio zu arbeiten.
Er war in den 1970er Jahren Studentenaktivist und war ein Mitglied der trotzkistischen Partei in der revolutionären marxistischen Liga.
Im Jahr 1983 gründete er zusammen mit Sammo Hung und Dickson Poon die Filmproduktionsfirma D & B Films. Später rief er gemeinsam mit John Chan mit Maverick Films Ltd eine zweite Filmfirma ins Leben.
Shums produktivste Phase als Schauspieler waren die 1980er Jahre. Er spielte in 49 Filmen mit, wobei 33 Filme in diesem Jahrzehnt entstanden.
Seine bekanntesten Auftritte waren in den Lucky-Stars-Filmen, in Winners and Sinners (1983) und Twinkle, Twinkle Lucky Stars (1985). Mit Schauspielkollege und Komiker Richard Ng spielte er die Hauptrolle in der Filmserie Pom Pom (1984–1986).
Shums Tätigkeit als Produzent umfasst mehr als 20 Filme, darunter u. a. „Hong Kong 1941“ (1984) mit Chow Yun Fat, „Legacy of Rage“ (1986) von Ronny Yu und dem Benefizfilm „The Banquet“ (1991), der im Rahmen der nationalen Hochwasser-Katastrophe in Ost-China 1991 (一九九一年華東水災) entstanden ist. 1987 arbeitete er als Regieassistent bei dem  Michelle Yeoh Film „Magnificent Warriors“ mit.
Durch seine Mitarbeit an der Pro-Demokratie-Bewegung in Hong Kong in den 1990er Jahren wurde er von der Filmindustrie nicht mehr beachtet.

## Privat
Shum war insgesamt dreimal verheiratet: Von 1970 bis 1975 führte er eine Ehe mit Au Yim-cheung (區艷璋). Tina Lau (劉天蘭) wurde seine Partnerin von 1984 bis 1988 und seine letzte Lebensgefährtin war Charlene Tse (謝寧) von 1991 bis 2005.

## Filmografie (Auswahl)

### Produzent
- 1984: Hong Kong 1941
- 1986: Legacy of Rage
- 1986: Royal Warriors
- 1986: Pom Pom Strikes Back!
- 1986: Brotherhood
- 1986: The Lunatics
- 1987: People’s Hero
- 1987: Magnificent Warriors
- 1987: The Autumn's Tale
- 1988: I Love Maria
- 1989: My Heart Is That Eternal Rose
- 1989: Eight Taels of Gold
- 1991: The Banquet
- 1999: The Kid
- 2008: Wushu

### Schauspieler
- 1980: Dangerous Encounter – 1st Kind (Söldner kennen keine Gnade)
- 1981: All the Wrong Clues
- 1982: To Hell with the Devil
- 1983: Winners and Sinners
- 1983: Gun is Law
- 1984: Aces Go Places 3 (Mad Mission 3)
- 1984: Wheels on Meals (Powerman)
- 1984: Pom Pom (Crime Land)
- 1984: The Return of Pom Pom
- 1985: Twinkle Twinkle Lucky Stars (Powerman 2)
- 1985: Yes, Madam! (Ultra Force 2)
- 1985: Mr. Boo Meets Pom Pom
- 1986: Where's Officer Tuba?
- 1986: The Lunatics
- 1986: Pom Pom Strikes Back!
- 1988: The Eighth Happiness
- 1988: Painted Faces (Leben hinter Masken)
- 1988: I Love Maria (Roboforce)
- 1989: Mr. Canton and Lady Rose (Miracles)
- 1989: Pedicab Driver
- 1990: Curry and Pepper
- 1991: The Banquet
- 1993: Guns of Dragon
- 2004: New Police Story
- 2009: Bodyguards and Assassins
- 2010: A Simple Life (Tao Jie – Ein einfaches Leben)
- 2013: A Complicated Story

Quelle: Hong Kong Movie Database